# Erlianita
L'erlianita és un mineral de la classe dels silicats. Rep el seu nom de la ciutat d'Erlian, a la Xina.

## Característiques
L'erlianita és un silicat de fórmula química Fe2+₄Fe3+₂Si₆O15(OH). Cristal·litza en el sistema ortoròmbic. Es troba en forma de fibres, flocs i agregats en forma de llistons, de fins a 2 centímetres. La seva duresa a l'escala de Mohs és 3,5.
Segons la classificació de Nickel-Strunz, l'erlianita pertany a «09.HC - Silicats sense classificar, amb Mn, Fe» juntament amb la bostwickita.

## Formació i jaciments
Va ser descoberta l'any 1986 a la mina Harhada, al dipòsit de ferro de Wenduermiao, a la prefectura de Xilin Gol (Mongòlia Interior, Xina), on sol trobar-se associada a altres minerals com: stilpnomelana, siderita, quars, minnesotaïta, magnetita, deerita i albita. És l'únic indret on ha estat trobada aquesta espècie mineral.